# Gabriela Dabrowski
Pour les articles homonymes, voir Dabrowski.
Gabriela Dabrowski, née le 1er avril 1992 à Ottawa, est une joueuse de tennis canadienne, professionnelle depuis 2011.
Spécialiste du double, elle a remporté 19 titres en double dames dont l'US Open 2023 et cinq WTA 1000 sur le circuit WTA. Elle a également gagné deux titres en double mixte (Roland-Garros 2017 et l'Open d'Australie 2018) et une médaille de bronze aux Jeux olympiques de Paris.

## Biographie

### Jeunesse et vie personnelle
Elle est l'enfant unique de Yurek et Wanda Dabrowski. Elle parle autant l'anglais, le français et le polonais. Gabriela a commencé à jouer au tennis à l'âge de 7 ans. Ses parents l'ont inscrite à des cours de tennis à un club de tennis soit l'Ottawa Athletic Club. Son père fut son premier entraineur suivi par Andrea Rabzak et Patrick Daciek. Durant son adolescence, elle a choisi de commencer à s'entraîner aux « Saddlebrook Academies » de Tampa en Floride. Elle eut de nombreuses idoles de tennis en grandissant, dont Martina Hingis, Jennifer Capriati et Kim Clijsters.

## Carrière

### 2006-2010: parcours junior
Au début de l'année 2006, elle devient la première canadienne à remporter Les Petits As, l'un des tournois les plus prestigieux au monde pour les moins de 14 ans. En décembre 2006, Dabrowski atteint la finale du double féminin de l'Orange Bowl pour les moins de 16 ans à Miami avec sa partenaire Britanny Wowchuk. Dabrowski remporte également l'Orange Bowl junior en décembre 2009, où elle bat la numéro 1 mondial junior Kristina Mladenovic.  Elle devient la première canadienne a gagné ce tournoi depuis Carling Bassett en 1982. Lors de l'événement junior de l'Open d'Australie en janvier 2010, elle est finaliste en double dames avec sa partenaire Tímea Babos. Elle a atteint son meilleur classement junior en janvier 2010 soit la 5e place. Elle décide à la fin de la saison de passer au niveau professionnel.

### 2014: premier titre WTA et plus haut classement en simple en carrière
Elle remporte son premier tournoi WTA en double dames en août 2014, aux côtés de Shuko Aoyama, lors du Classic de Washington. 
Le 3 novembre 2014, elle atteint son plus haut rang en simple soit le 164e rang.

### 2015: vainqueure en double dames et finaliste en double mixte aux Jeux panaméricains
Lors des Jeux panaméricains de Toronto, elle fait équipe en double dames avec Carol Zhao. Elles remportent la médaille d'or face aux Mexicaines Victoria Rodríguez et Marcela Zacarías en trois sets (6-1, 4-6, [10-5]). En double mixte, elle fait équipe avec son compatriote Philip Bester, mais elle s'incline en finale face aux Argentins María Irigoyen et Guido Andreozzi en deux sets (6-3, 6-0). Cela lui permet tout de même de remporter une autre médaille soit celle d'argent.

### 2023: vainqueure de l'US Open en double et de la Coupe Billie Jean King, retour dans le Top 10
À l'US Open, 16e tête de série, elle remporte son premier titre du Grand Chelem en double dames aux côtés de la néo-zélandaise Erin Routliffe. À la suite de ce tournoi, elle est revenue dans le top 10, à la 9e place mondiale le 11 septembre 2023.
Le 12 novembre, elle remporte avec l'équipe du Canada la Coupe Billie Jean King 2023 en battant l'Italie en finale. Il s'agit du premier titre de l'histoire du Canada dans cette compétition. Elle dispute, en phase finale, 2 matchs de poule en double qu'elle gagne avec sa partenaire Eugénie Bouchard.

### 2024: troisième finale en Grand Chelem en double dames et médaille de bronze aux Jeux olympiques
À son premier tournoi de l'année, Gabriela Dabrowski participe au tournoi d'Adélaïde en double dames avec sa partenaire Erin Routliffe. Elles s'inclinent à son premier match en 1/8 de finale en 3 sets (4-6, 6-2, [8-10]) face à Aliaksandra Sasnovich et Kateřina Siniaková.
Gabriela Dabrowski participe, par la suite, à l'Open d'Australie en double dames avec sa partenaire Erin Routliffe. Elle réalise son meilleur résultat à l'Open d'Australie. Elles s'inclinent en 1/2 finale en 2 sets (5-7, 5-7) face à Lyudmyla Kichenok et Jeļena Ostapenko.
Au mois de février, elle participe au premier WTA 1000 de la saison, le tournoi de Doha, en double dames avec sa partenaire Erin Routliffe. Elles s'inclinent en 1/8 de finale en 3 sets (6-3, 3-6, [4-10]) face à Ekaterina Alexandrova et Irina Khromacheva.
La semaine suivante, Gabriela Dabrowski participe au deuxième WTA 1000 de la saison, le tournoi de Dubaï, en double dames avec Erin Routliffe. Elles s'inclinent en 1/2 finale en 2 sets (4-6, 4-6) face à Storm Hunter et Kateřina Siniaková.
Au mois de mars, elle participe au troisième WTA 1000 de la saison, le tournoi d'Indian Wells, en double dames avec sa partenaire Erin Routliffe. Malgré une balle de match au super bris d'égalité, elles s'inclinent en 1/8 de finale en 3 sets (63-7, 6-2, [10-12]) face à Asia Muhammad et Ena Shibahara.
Gabriela Dabrowski participe, par la suite, au 4e tournoi WTA 1000 de la saison, le tournoi de Miami, en double dames toujours avec sa partenaire Erin Routliffe. Elles réalisent un bon tournoi, mais s'inclinent finalement en finale en 3 sets (6-4, 65-7, [9-11]) face à Sofia Kenin et Bethanie Mattek-Sands.
En raison d'une blessure, Gabriela Dabrowski fait l'impasse de la saison sur terre battue. Elle fait son retour à la compétition au tournoi de Nottingham en double dames et son retour est une réussite. En effet, elle remporte le tournoi avec Erin Routliffe en trois sets (5-7, 6-3, [11-9]) face à Harriet Dart et Diane Parry.
Gabriela Dabrowski et Erin Routliffe participent, par la suite, au tournoi de Birmingham, mais s'inclinent dès leur premier tour en 1/8 de finale en deux sets (3-6, 2-6) face à Greet Minnen et Heather Watson.
À la fin du mois de juin, Gabriela Dabrowski et Erin Routliffe participent à un autre tournoi sur gazon, le tournoi d'Eastbourne, toujours dans l'objectif de se préparer au tournoi de Wimbledon. Elles passent proche de la victoire, mais elles s'inclinent en trois sets (7-5, 62-7, [8-10]) face à Lyudmyla Kichenok et Jeļena Ostapenko.
En juillet 2024, elle parvient, tout comme en 2019, en finale du tournoi de double de Wimbledon, associée à sa partenaire néo-zélandaise Erin Routliffe, mais échoue à conquérir le titre; la paire est battue par Kateřina Siniaková / Taylor Townsend. À la suite de ce tournoi, elle atteint son meilleur classement en double dames soit le 3e rang mondial.
Lors des Jeux olympiques de Paris, elle fait équipe en double dames avec Leylah Fernandez. Elles s’inclinent dès le 2e tour en deux manches (6-4, 6-0) face à Mirra Andreeva et Diana Shnaider. En double mixte, elle réalise un beau parcours avec son compatriote Félix Auger-Aliassime. D’abord, ils éliminent au premier tour Joe Salisbury et Heather Watson en trois manches (7-5, 4-6, [10-3]). Ensuite, ils gagnent contre les Américains Coco Gauff et Taylor Fritz en trois manches également (7-62, 3-6, [10-8]). Malgré une défaite en demi-finale contre la paire Tchèque Kateřina Siniaková et Tomáš Macháč, ils gagnent la petite finale contre les Néerlandais Demi Schuurs et Wesley Koolhof en deux manches (6-3, 7-62). Cela leur permet de remporter la médaille de bronze et il s'agit là de la première médaille olympique du Canada en double mixte.
Au mois d'août, elle participe à l'Omnium Banque Nationale en double dames avec sa partenaire Erin Routliffe. Elles passent proche de la victoire, mais elles s'inclinent en finale au super bris d'égalité de la troisième manche (62-7, 6-3, [7-10]) face à Caroline Dolehide et Desirae Krawczyk.

## Palmarès

### Titres en double dames
| No | Date       | Nom et lieu du tournoi                 | Catégorie | Dotation     | Surface      | Partenaire       | Finalistes                            | Score             |          |
| -- | ---------- | -------------------------------------- | --------- | ------------ | ------------ | ---------------- | ------------------------------------- | ----------------- | -------- |
| 1  | 28-07-2014 | Citi Open Washington                   | Intern'l  | 250 000 $    | Dur (ext.)   | Shuko Aoyama     | Hiroko Kuwata Kurumi Nara             | 6-1, 6-2          | Parcours |
| 2  | 02-03-2015 | Abierto Monterrey Afirme Monterrey     | Intern'l  | 500 000 $    | Dur (ext.)   | Alicja Rosolska  | Anastasia Rodionova Arina Rodionova   | 6-3, 2-6, [10-3]  | Parcours |
| 3  | 13-06-2016 | Mallorca Open Calvià                   | Intern'l  | 250 000 $    | Gazon (ext.) | M.J. Martínez    | Anna-Lena Friedsam Laura Siegemund    | 6-4, 6-2          | Parcours |
| 4  | 21-03-2017 | Miami Open Miami                       | PREMIER*  | 7 669 423 $  | Dur (ext.)   | Xu Yifan         | Sania Mirza Barbora Strýcová          | 6-4, 6-3          | Parcours |
| 5  | 20-08-2017 | Connecticut Open New Haven             | Premier   | 776 000 $    | Dur (ext.)   | Xu Yifan         | Ashleigh Barty Casey Dellacqua        | 3-6, 6-3, [10-8]  | Parcours |
| 6  | 07-01-2018 | Sydney International Sydney            | Premier   | 799 000 $    | Dur (ext.)   | Xu Yifan         | Latisha Chan A. Sestini-Hlaváčková    | 6-3, 6-1          | Parcours |
| 7  | 12-02-2018 | Qatar Total Open 2018 Doha             | Premier 5 | 3 198 000 $  | Dur (ext.)   | Jeļena Ostapenko | Andreja Klepač M.J. Martínez          | 6-3, 6-3          | Parcours |
| 8  | 24-06-2018 | Nature Valley International Eastbourne | Premier   | 852 564 $    | Gazon (ext.) | Xu Yifan         | Irina-Camelia Begu Mihaela Buzărnescu | 6-3, 7-5          | Parcours |
| 9  | 19-05-2019 | Nürnberger Versicherungscup Nuremberg  | Intern'l  | 226 750 $    | Terre (ext.) | Xu Yifan         | Sharon Fichman Nicole Melichar        | 4-6, 7-65, [10-5] | Parcours |
| 10 | 09-08-2021 | National Bank Open Montréal            | WTA 1000  | 1 835 490 $  | Dur (ext.)   | Luisa Stefani    | Darija Jurak Andreja Klepač           | 6-3, 6-4          | Parcours |
| 11 | 28-04-2022 | Mutua Madrid Open Madrid               | WTA 1000  | 6 575 560 $  | Terre (ext.) | Giuliana Olmos   | Desirae Krawczyk Demi Schuurs         | 7-61, 5-7, [10-7] | Parcours |
| 12 | 12-09-2022 | Chennai Open Chennai                   | WTA 250   | 251 750 $    | Dur (ext.)   | Luisa Stefani    | Anna Blinkova Natela Dzalamidze       | 6-1, 6-2          | Parcours |
| 13 | 19-09-2022 | Toray Pan Pacific Open Tokyo           | WTA 500   | 757 900 $    | Dur (ext.)   | Giuliana Olmos   | Nicole Melichar-Martinez Ellen Perez  | 6-4, 6-4          | Parcours |
| 14 | 28-08-2023 | US Open Flushing Meadows               | G. Chelem | NC           | Dur (ext.)   | Erin Routliffe   | Laura Siegemund Vera Zvonareva        | 7-69, 6-3         | Parcours |
| 15 | 09-10-2023 | Zhengzhou Open Zhengzhou               | WTA 500   | 780 637 $    | Dur (ext.)   | Erin Routliffe   | Shuko Aoyama Ena Shibahara            | 6-2, 6-4          | Parcours |
| 16 | 10-06-2024 | Rothesay Open Nottingham Nottingham    | WTA 250   | 267 082 $    | Gazon (ext.) | Erin Routliffe   | Harriet Dart Diane Parry              | 5-7, 6-3, [11-9]  | Parcours |
| 17 | 02-11-2024 | WTA Finals Riyadh Riyad                | Masters   | 15 250 000 $ | Dur (ext.)   | Erin Routliffe   | Kateřina Siniaková Taylor Townsend    | 7-5, 6-3          | Parcours |
| 18 | 14-04-2025 | Porsche Tennis Grand Prix Stuttgart    | WTA 500   | 1 064 510 $  | Terre (int.) | Erin Routliffe   | Ekaterina Alexandrova Zhang Shuai     | 6-3, 6-3          | Parcours |
| 19 | 07-08-2025 | Cincinnati Open Cincinnati             | WTA 1000  | 5 152 599 $  | Dur (ext.)   | Erin Routliffe   | Guo Hanyu Alexandra Panova            | 6-4, 6-3          | Parcours |

### Finales en double dames
| No | Date       | Nom et lieu du tournoi                         | Catégorie | Dotation      | Surface      | Vainqueures                                   | Partenaire       | Score             |          |
| -- | ---------- | ---------------------------------------------- | --------- | ------------- | ------------ | --------------------------------------------- | ---------------- | ----------------- | -------- |
| 1  | 20-05-2013 | Brussels Open Bruxelles                        | Premier   | 690 000 $     | Terre (ext.) | Anna-Lena Grönefeld Květa Peschke             | Shahar Peer      | 6-0, 6-3          | Parcours |
| 2  | 07-10-2013 | Generali Ladies Linz                           | Intern'l  | 235 000 $     | Dur (int.)   | Karolína Plíšková Kristýna Plíšková           | Alicja Rosolska  | 7-66, 6-4         | Parcours |
| 3  | 06-06-2016 | Nottingham Open Nottingham                     | Intern'l  | 250 000 $     | Gazon (ext.) | Andrea Hlaváčková Peng Shuai                  | Yang Zhaoxuan    | 7-5, 3-6, [10-7]  | Parcours |
| 4  | 08-01-2017 | Hobart International Hobart                    | Intern'l  | 250 000 $     | Dur (ext.)   | Raluca Olaru Olga Savchuk                     | Yang Zhaoxuan    | 0-6, 6-4, [10-5]  | Parcours |
| 5  | 29-09-2018 | China Open Pékin                               | PREMIER*  | 6 381 679 $   | Dur (ext.)   | Andrea S. Hlaváčková Barbora Strýcová         | Xu Yifan         | 4-6, 6-4, [10-8]  | Parcours |
| 6  | 04-05-2019 | Mutua Madrid Open Madrid                       | PREMIER*  | 6 536 160 € $ | Terre (ext.) | Hsieh Su-wei Barbora Strýcová                 | Xu Yifan         | 6-3, 6-1          | Parcours |
| 7  | 03-07-2019 | The Championships Wimbledon                    | G. Chelem | 17 769 000£ $ | Gazon (ext.) | Hsieh Su-wei Barbora Strýcová                 | Xu Yifan         | 6-2, 6-4          | Parcours |
| 8  | 13-01-2020 | Adelaide International Adélaïde                | Premier   | 782 900 $     | Dur (ext.)   | Nicole Melichar Xu Yifan                      | Darija Jurak     | 2-6, 7-5, [10-5]  | Parcours |
| 9  | 23-02-2020 | Qatar Total Open Doha                          | Premier 5 | 2 939 695 $   | Dur (ext.)   | Hsieh Su-wei Barbora Strýcová                 | Jeļena Ostapenko | 6-2, 5-7, [10-2]  | Parcours |
| 10 | 19-10-2020 | J&T Banka Ostrava Open Ostrava                 | Premier   | 528 500 $     | Dur (int.)   | Elise Mertens Aryna Sabalenka                 | Luisa Stefani    | 6-1, 6-3          | Tableau  |
| 11 | 29-04-2021 | Mutua Madrid Open Madrid                       | WTA 1000  | 6 536 160 $   | Terre (ext.) | Barbora Krejčíková Kateřina Siniaková         | Demi Schuurs     | 6-4, 6-3          | Parcours |
| 12 | 02-08-2021 | Silicon Valley Classic San José                | WTA 500   | 565 530 $     | Dur (ext.)   | Darija Jurak Andreja Klepač                   | Luisa Stefani    | 6-1, 7-5          | Parcours |
| 13 | 16-08-2021 | Western & Southern Open Cincinnati             | WTA 1000  | 2 114 989 $   | Dur (ext.)   | Samantha Stosur Zhang Shuai                   | Luisa Stefani    | 7-5, 6-3          | Parcours |
| 14 | 09-05-2022 | Internazionali d'Italia Rome                   | WTA 1000  | 2 527 250 $   | Terre (ext.) | Veronika Kudermetova Anastasia Pavlyuchenkova | Giuliana Olmos   | 1-6, 6-4, [10-7]  | Parcours |
| 15 | 10-10-2022 | San Diego Open San Diego                       | WTA 500   | 757 900 $     | Dur (ext.)   | Coco Gauff Jessica Pegula                     | Giuliana Olmos   | 1-6, 7-5, [10-4]  | Parcours |
| 16 | 17-09-2023 | Guadalajara Open Akron Guadalajara             | WTA 1000  | 2 788 468 $   | Dur (ext.)   | Storm Hunter Elise Mertens                    | Erin Routliffe   | 3-6, 6-2, [10-4]  | Parcours |
| 17 | 19-03-2024 | Miami Open presented by Itaú Miami             | WTA 1000  | 8 770 480 $   | Dur (ext.)   | Sofia Kenin Bethanie Mattek-Sands             | Erin Routliffe   | 4-6, 7-65, [11-9] | Parcours |
| 18 | 24-06-2024 | Rothesay International Eastbourne Eastbourne   | WTA 500   | 922 573 $     | Gazon (ext.) | Lyudmyla Kichenok Jeļena Ostapenko            | Erin Routliffe   | 5-7, 7-62, [10-8] | Parcours |
| 19 | 01-07-2024 | The Championships Wimbledon                    | G. Chelem | NC            | Gazon (ext.) | Kateřina Siniaková Taylor Townsend            | Erin Routliffe   | 7-65, 7-61        | Parcours |
| 20 | 06-08-2024 | National Bank Open Presented by Rogers Toronto | WTA 1000  | 3 211 715 $   | Dur (ext.)   | Caroline Dolehide Desirae Krawczyk            | Erin Routliffe   | 7-62, 3-6, [10-7] | Parcours |

### Titres en double mixte
| No | Date       | Nom et lieu du tournoi    | Catégorie | Dotation    | Surface      | Partenaire    | Finalistes                       | Score             |          |
| -- | ---------- | ------------------------- | --------- | ----------- | ------------ | ------------- | -------------------------------- | ----------------- | -------- |
| 1  | 31-05-2017 | Roland-Garros Paris       | G. Chelem | 445 000 €   | Terre (ext.) | Rohan Bopanna | Anna-Lena Grönefeld Robert Farah | 2-6, 6-2, [12-10] | Parcours |
| 2  | 19-01-2018 | Australian Open Melbourne | G. Chelem | 560 000 AU$ | Dur (ext.)   | Mate Pavić    | Tímea Babos Rohan Bopanna        | 2-6, 6-4, [11-9]  | Parcours |

### Finales en double mixte
| No | Date       | Nom et lieu du tournoi | Catégorie | Dotation     | Surface      | Vainqueures             | Partenaire | Score             |          |
| -- | ---------- | ---------------------- | --------- | ------------ | ------------ | ----------------------- | ---------- | ----------------- | -------- |
| 1  | 27-05-2018 | Roland-Garros Paris    | G. Chelem | 460 000 €    | Terre (ext.) | Latisha Chan Ivan Dodig | Mate Pavić | 6-1, 6-75, [10-8] | Parcours |
| 2  | 29-05-2019 | Roland-Garros Paris    | G. Chelem | 23 029 029 $ | Terre (ext.) | Latisha Chan Ivan Dodig | Mate Pavić | 6-1, 7-65         | Parcours |

## Parcours enGrand Chelem

### En simple dames
| Année | Open d'Australie | Open d'Australie   | Internationaux de France | Internationaux de France | Wimbledon | Wimbledon      | US Open | US Open             |
| ----- | ---------------- | ------------------ | ------------------------ | ------------------------ | --------- | -------------- | ------- | ------------------- |
| 2013  | —                | —                  | —                        | —                        | —         | —              | Q1      | Danka Kovinić       |
| 2014  | —                | —                  | Q2                       | Anett Kontaveit          | —         | —              | Q1      | M. Larcher de Brito |
| 2015  | Q1               | Yuliya Beygelzimer | Q2                       | Vera Dushevina           | Q1        | Louisa Chirico | Q1      | Anna Tatishvili     |

N.B. : à droite du résultat se trouve le nom de l'ultime adversaire.

### En double dames
| 2014 | —                                                                                      | —                                                                                      | 2e tour (1/16) A. Rosolska \|\| style="text-align:left;" \| C. Black S. Mirza         | 1er tour (1/32) A. Rosolska \|\| style="text-align:left;" \| L. Hradecká M. Krajicek     | 1/8 de finale A. Rosolska \|\| style="text-align:left;" \| A. Hlaváčková Zheng J. |                                                                                       |
| 2015 | 1/8 de finale A. Rosolska \|\| style="text-align:left;" \| M. Krajicek B. Strýcová     | 1er tour (1/32) A. Rosolska \|\| style="text-align:left;" \| Chan Y.-j. Zheng J.       | 1er tour (1/32) A. Rosolska \|\| style="text-align:left;" \| C. Dellacqua Y. Shvedova | 1er tour (1/32) A. Rosolska \|\| style="text-align:left;" \| L. Kichenok N. Kichenok     |                                                                                   |                                                                                       |
| 2016 | 1er tour (1/32) A. Rosolska \|\| style="text-align:left;" \| Konta Watson              | 2e tour (1/16) M.J. Martínez \|\| style="text-align:left;" \| E. Makarova E. Vesnina   | 2e tour (1/16) M.J. Martínez \|\| style="text-align:left;" \| A. Medina A. Parra      | 1er tour (1/32) M.J. Martínez \|\| style="text-align:left;" \| D. Gavrilova D. Kasatkina |                                                                                   |                                                                                       |
| 2017 | 2e tour (1/16) M. Krajicek \|\| style="text-align:left;" \| A. Klepač M.J. Martínez    | 1/8 de finale Xu \|\| style="text-align:left;" \| R. Olaru O. Savchuk                  | 1er tour (1/32) Xu \|\| style="text-align:left;" \| E. Mertens D. Schuurs             | 1/4 de finale Xu \|\| style="text-align:left;" \| L. Šafářová B. Strýcová                |                                                                                   |                                                                                       |
| 2018 | 1/4 de finale Xu Y. \|\| style="text-align:left;" \| E. Makarova E. Vesnina            | 1/8 de finale Xu Y. \|\| style="text-align:left;" \| E. Hozumi M. Ninomiya             | 1/2 finale Xu Y. \|\| style="text-align:left;" \| N. Melichar K. Peschke              | 2e tour (1/16) Xu Y. \|\| style="text-align:left;" \| S. Stosur Zhang S.                 |                                                                                   |                                                                                       |
| 2019 | 1er tour (1/32) Xu Y. \|\| style="text-align:left;" \| B. Strýcová M. Vondroušová      | 1/4 de finale Xu Y. \|\| style="text-align:left;" \| Duan Y.-Y. Zheng S.               | Finale Xu Y.                                                                          | Hsieh S.-w. B. Strýcová                                                                  | 1/4 de finale Xu Y. \|\| style="text-align:left;" \| V. Kužmová A. Sasnovich      |                                                                                       |
| 2020 | 1/4 de finale J. Ostapenko \|\| style="text-align:left;" \| B. Krejčíková K. Siniaková | 3e tour (1/8) J. Ostapenko \|\| style="text-align:left;" \| M. Kostyuk A. Sasnovich    | Annulé                                                                                | Annulé                                                                                   | 1/4 de finale A. Riske \|\| style="text-align:left;" \| A. Muhammad T. Townsend   |                                                                                       |
| 2021 | 2e tour (1/16) B. Mattek-Sands \|\| style="text-align:left;" \| C. Gauff C. McNally    | 1/8 de finale L. Fernandez \|\| style="text-align:left;" \| B. Krejčíková K. Siniaková | 1er tour (1/32) C. Garcia \|\| style="text-align:left;" \| S. Aoyama E. Shibahara     | 1/2 finale L. Stefani \|\| style="text-align:left;" \| C. Gauff C. McNally               |                                                                                   |                                                                                       |
| 2022 | 2e tour (1/16) G. Olmos \|\| style="text-align:left;" \| K. Flipkens S. Sorribes Tormo | 1/8 de finale G. Olmos \|\| style="text-align:left;" \| L. Kichenok J. Ostapenko       | 1/8 de finale G. Olmos \|\| style="text-align:left;" \| D. Collins D. Krawczyk        | 1/4 de finale G. Olmos \|\| style="text-align:left;" \| B. Krejčíková K. Siniaková       |                                                                                   |                                                                                       |
| 2023 | 1/8 de finale G. Olmos \|\| style="text-align:left;" \| C. Dolehide A. Kalinskaya      | 1/8 de finale L. Stefani \|\| style="text-align:left;" \| L. Fernandez T. Townsend     | 1er tour (1/32) A. Krunić \|\| style="text-align:left;" \| L. Davis R. van der Hoek   | Victoire E. Routliffe                                                                    | L. Siegemund V. Zvonareva                                                         |                                                                                       |
| 2024 | 1/2 finale E. Routliffe \|\| style="text-align:left;" \| L. Kichenok J. Ostapenko      | —                                                                                      | —                                                                                     | Finale E. Routliffe                                                                      | K. Siniaková T. Townsend                                                          | 1/4 de finale E. Routliffe \|\| style="text-align:left;" \| V. Kudermetova Chan H.-c. |
| 2025 | 1/2 finale E. Routliffe \|\| style="text-align:left;" \| Hsieh S.-w. J. Ostapenko      | —                                                                                      | —                                                                                     | 1/4 de finale E. Routliffe \|\| style="text-align:left;" \| V. Kudermetova E. Mertens    |                                                                                   |                                                                                       |

N.B. : le nom de la partenaire se trouve sous le résultat ; les noms des ultimes adversaires se trouvent à droite.

#### Victoire (1)
| Année | Tournoi | Partenaire     | Adversaires en finale          | Score     |
| 2023  | US Open | Erin Routliffe | Laura Siegemund Vera Zvonareva | 7-69, 6-3 |

#### Finales (2)
| Année | Tournoi       | Partenaire     | Adversaires en finale              | Score      |
| 2019  | Wimbledon     | Xu Yifan       | Hsieh Su-wei Barbora Strýcová      | 2-6, 4-6   |
| 2024  | Wimbledon (2) | Erin Routliffe | Kateřina Siniaková Taylor Townsend | 65-7, 61-7 |

### En double mixte
| Année | Open d'Australie                                                                    | Open d'Australie                                                                  | Internationaux de France                                                        | Internationaux de France                                                             | Wimbledon                                                                                 | Wimbledon                                                                         | US Open | US Open |
| ----- | ----------------------------------------------------------------------------------- | --------------------------------------------------------------------------------- | ------------------------------------------------------------------------------- | ------------------------------------------------------------------------------------ | ----------------------------------------------------------------------------------------- | --------------------------------------------------------------------------------- | ------- | ------- |
| 2015  | —                                                                                   | —                                                                                 | —                                                                               | —                                                                                    | 1er tour (1/32) A. Shamasdin \|\| style="text-align:left;" \| A. Cornet É. Roger-Vasselin | —                                                                                 | —       |         |
| 2016  | —                                                                                   | —                                                                                 | —                                                                               | —                                                                                    | 3e tour (1/8) N.Monroe \|\| style="text-align:left;" \| A.L. Grönefeld R. Farah           | 1/4 de finale R. Bopanna \|\| style="text-align:left;" \| A.L. Grönefeld R. Farah |         |         |
| 2017  | 1/4 de finale R. Bopanna \|\| style="text-align:left;" \| S. Mirza I. Dodig         | Victoire R. Bopanna                                                               | A.L. Grönefeld R. Farah                                                         | 1/4 de finale R. Bopanna \|\| style="text-align:left;" \| H. Watson H. Kontinen      | 1/4 de finale R. Bopanna \|\| style="text-align:left;" \| Chan H-c. M. Venus              |                                                                                   |         |         |
| 2018  | Victoire M. Pavić                                                                   | T. Babos R. Bopanna                                                               | Finale M. Pavić                                                                 | Chan Y.-j. I. Dodig                                                                  | 3e tour (1/8) M. Pavić \|\| style="text-align:left;" \| H. Dart J. Clarke                 | 2e tour (1/8) M. Pavić \|\| style="text-align:left;" \| C. McHale C. Harrison     |         |         |
| 2019  | 1/4 de finale M. Pavić \|\| style="text-align:left;" \| M.J. Martínez N. Skupski    | Finale M. Pavić                                                                   | Chan Y.-j. I. Dodig                                                             | 3e tour (1/8) M. Pavić \|\| style="text-align:left;" \| L. Siegemund A. Sitak        | 1/4 de finale M. Pavić \|\| style="text-align:left;" \| B. Mattek-Sands J. Murray         |                                                                                   |         |         |
| 2020  | 1/2 finale H. Kontinen \|\| style="text-align:left;" \| B. Krejčíková N. Mektić     | Annulé                                                                            | Annulé                                                                          | Annulé                                                                               | Annulé                                                                                    | Annulé                                                                            | Annulé  |         |
| 2021  | 1/4 de finale M. Pavić \|\| style="text-align:left;" \| B. Krejčíková R. Ram        | 1er tour (1/8) L. Saville \|\| style="text-align:left;" \| E. Vesnina A. Karatsev | —                                                                               | —                                                                                    | —                                                                                         | —                                                                                 |         |         |
| 2022  | 1er tour (1/16) H. Nys \|\| style="text-align:left;" \| B. Pera W. Koolhof          | 1/2 finale J. Peers \|\| style="text-align:left;" \| E. Shibahara W. Koolhof      | 1/4 de finale J. Peers \|\| style="text-align:left;" \| S. Mirza M. Pavić       | 2e tour (1/8) M. Purcell \|\| style="text-align:left;" \| L. Fernandez J. Sock       |                                                                                           |                                                                                   |         |         |
| 2023  | 2e tour (1/8) M. Purcell \|\| style="text-align:left;" \| L. Cabrera J.P. Smith     | 1/2 finale N. Lammons \|\| style="text-align:left;" \| B. Andreescu M. Venus      | 1er tour (1/16) R. Bopanna \|\| style="text-align:left;" \| Chan Y.-j. I. Dodig | 1er tour (1/16) N. Lammons \|\| style="text-align:left;" \| D. Schuurs H. Nys        |                                                                                           |                                                                                   |         |         |
| 2024  | 1/4 de finale N. Lammons \|\| style="text-align:left;" \| O. Gadecki M. Polmans     | —                                                                                 | —                                                                               | 1er tour (1/16) H. Heliövaara \|\| style="text-align:left;" \| E. Routliffe M. Venus | 1er tour (1/16) J. Salisbury \|\| style="text-align:left;" \| A. Danilina H. Heliövaara   |                                                                                   |         |         |
| 2025  | 1er tour (1/16) S. Gillé \|\| style="text-align:left;" \| A. Danilina H. Heliövaara | —                                                                                 | —                                                                               | 1er tour (1/16) N. Mektić \|\| style="text-align:left;" \| A. Sutjiadi R. Galloway   | —                                                                                         | —                                                                                 |         |         |

N.B. : le nom du partenaire se trouve sous le résultat ; les noms des ultimes adversaires se trouvent à droite.

#### Victoires (2)
| Année | Tournoi          | Partenaire    | Adversaires en finale            | Score             |
| 2017  | Roland-Garros    | Rohan Bopanna | Anna-Lena Grönefeld Robert Farah | 2-6, 6-2, [12-10] |
| 2018  | Open d'Australie | Mate Pavić    | Tímea Babos Rohan Bopanna        | 2-6, 6-4, [11-9]  |

#### Finales (2)
| Année | Tournoi           | Partenaire | Adversaires en finale    | Score             |
| 2018  | Roland-Garros     | Mate Pavić | Chan Yung-jan Ivan Dodig | 1-6, 7-65, [8-10] |
| 2019  | Roland-Garros (2) | Mate Pavić | Chan Yung-jan Ivan Dodig | 1-6, 65-7         |

## Parcours en«Premier Mandatory», «Premier 5» et WTA 1000
Découlant d'une réforme du circuit WTA inaugurée en 2009, les tournois WTA « Premier Mandatory » et « Premier 5 » et WTA 1000 (à partir de 2021) constituent les catégories d'épreuves les plus prestigieuses, après les quatre levées du Grand Chelem.
À partir de 2024, le nombre de tournois de cette catégorie passe à 10 par saison et l'alternance entre Dubaï et Doha est supprimée.

### En simple dames
| Année |       |              |                               |        |      |        |            |                             |             |       |  |  |
| Doha  | Dubaï | Indian Wells | Miami                         | Madrid | Rome | Canada | Cincinnati | Pékin                       |             | Wuhan |  |  |
| Doha  | Dubaï | Indian Wells | Miami                         | Madrid | Rome | Canada | Cincinnati | Pékin                       | Guadalajara |       |  |  |
| Doha  | Dubaï | Indian Wells | Miami                         | Madrid | Rome | Canada | Cincinnati | Pékin                       |             |       |  |  |
| 2015  |       | WTA 500      | 1er tour (1/32) Ç. Büyükakçay |        |      |        |            | 1er tour (1/32) F. Pennetta |             |       |  |  |

Sous le résultat, l’ultime adversaire.
1. ↑  Sélectionnée en finale, elle n'a toutefois pris part à aucun match (décisif ou non).
2. 1 2   Les tournois de Doha et Dubaï alternent le statut de tournoi WTA 1000 (ex Premier 5) entre 2009 et 2023 : les trois premières éditions ont lieu à Dubaï, les trois suivantes à Doha, puis Dubaï accueille le tournoi de cette catégorie les années impaires et Dubaï les années paires. De 2011 à 2023, la ville qui n’accueille pas de WTA 1000 organise à la place un tournoi WTA 500 (ex Premier).
3. 1 2 3 4 5 6 7   L’ordre de déroulement des tournois a évolué depuis 2009 : Rome se dispute avant Madrid et Cincinnati avant Montréal/Toronto jusqu’en 2010, tandis que Tokyo (2009-2013)-Wuhan (2014-2019, 2024-)-Guadalajara (2022-2023) ont lieu avant Pékin jusqu’en 2023.

### En double dames
| Année                         | Doha                                                                               | Doha                                                                        | Dubaï                                                                                 | Dubaï                                                                                     | Indian Wells                                                                  | Indian Wells                                                                       | Miami                                                                      | Miami                                                                          | Madrid                                                                         | Madrid                                                                         | Rome                                                                               | Rome                                                                         | Canada                                                                   | Canada                                                                       | Cincinnati                                                                    | Cincinnati                    | Tokyo                         | Tokyo                         | Pékin                         | Pékin                         |
| Premier Mandatory / Premier 5 | Premier Mandatory / Premier 5                                                      | Premier Mandatory / Premier 5                                               | Premier Mandatory / Premier 5                                                         | Premier Mandatory / Premier 5                                                             | Premier Mandatory / Premier 5                                                 | Premier Mandatory / Premier 5                                                      | Premier Mandatory / Premier 5                                              | Premier Mandatory / Premier 5                                                  | Premier Mandatory / Premier 5                                                  | Premier Mandatory / Premier 5                                                  | Premier Mandatory / Premier 5                                                      | Premier Mandatory / Premier 5                                                | Premier Mandatory / Premier 5                                            | Premier Mandatory / Premier 5                                                | Premier Mandatory / Premier 5                                                 | Premier Mandatory / Premier 5 | Premier Mandatory / Premier 5 | Premier Mandatory / Premier 5 | Premier Mandatory / Premier 5 | Premier Mandatory / Premier 5 |
| ----------------------------- | ---------------------------------------------------------------------------------- | --------------------------------------------------------------------------- | ------------------------------------------------------------------------------------- | ----------------------------------------------------------------------------------------- | ----------------------------------------------------------------------------- | ---------------------------------------------------------------------------------- | -------------------------------------------------------------------------- | ------------------------------------------------------------------------------ | ------------------------------------------------------------------------------ | ------------------------------------------------------------------------------ | ---------------------------------------------------------------------------------- | ---------------------------------------------------------------------------- | ------------------------------------------------------------------------ | ---------------------------------------------------------------------------- | ----------------------------------------------------------------------------- | ----------------------------- | ----------------------------- | ----------------------------- | ----------------------------- | ----------------------------- |
| 2013                          | —                                                                                  | —                                                                           | Premier                                                                               | Premier                                                                                   | —                                                                             | —                                                                                  | —                                                                          | —                                                                              | —                                                                              | —                                                                              | —                                                                                  | —                                                                            | 1/2 finale Fichman \|\| style="text-align:left;" \| Janković Srebotnik   | —                                                                            | —                                                                             | —                             | —                             | —                             | —                             |                               |
|                               | Doha                                                                               | Doha                                                                        | Dubaï                                                                                 | Dubaï                                                                                     | Indian Wells                                                                  | Indian Wells                                                                       | Miami                                                                      | Miami                                                                          | Madrid                                                                         | Madrid                                                                         | Rome                                                                               | Rome                                                                         | Canada                                                                   | Canada                                                                       | Cincinnati                                                                    | Cincinnati                    | Wuhan                         | Wuhan                         | Pékin                         | Pékin                         |
| 2014                          | —                                                                                  | —                                                                           | Premier                                                                               | Premier                                                                                   | —                                                                             | —                                                                                  | —                                                                          | —                                                                              | 1er tour (1/16) Rosolska \|\| style="text-align:left;" \| Black Mirza          | 1er tour (1/16) Rosolska \|\| style="text-align:left;" \| Mladenovic Pennetta  | 1/8 de finale Peer \|\| style="text-align:left;" \| Makarova Vesnina               | 1er tour (1/16) Rosolska \|\| style="text-align:left;" \| Makarova Vesnina   | —                                                                        | —                                                                            | —                                                                             | —                             |                               |                               |                               |                               |
| 2015                          | Premier                                                                            | Premier                                                                     | 1er tour (1/16) Rosolska \|\| style="text-align:left;" \| Kudryavtseva Pavlyuchenkova | 1er tour (1/16) Rosolska \|\| style="text-align:left;" \| Kudryavtseva Pavlyuchenkova     | 1/8 de finale Rosolska \|\| style="text-align:left;" \| Mirza Hingis          | 1er tour (1/16) Rosolska \|\| style="text-align:left;" \| Jans Klepač              | 1/4 de finale Rosolska \|\| style="text-align:left;" \| Garcia Srebotnik   | 1er tour (1/16) Rosolska \|\| style="text-align:left;" \| Abanda El Tabakh     | —                                                                              | —                                                                              | 1/4 de finale Rosolska \|\| style="text-align:left;" \| Hlaváčková Hradecká        | 1/8 de finale Rosolska \|\| style="text-align:left;" \| Mattek-Sands Vesnina |                                                                          |                                                                              |                                                                               |                               |                               |                               |                               |                               |
| 2016                          | 1/2 finale Martínez Sánchez \|\| style="text-align:left;" \| Errani Suárez Navarro | Premier                                                                     | Premier                                                                               | 1er tour (1/16) Martínez Sánchez \|\| style="text-align:left;" \| Mattek-Sands Vandeweghe | 1er tour (1/16) Kichenok \|\| style="text-align:left;" \| Siegemund Rosolska  | 1er tour (1/16) Rodionova \|\| style="text-align:left;" \| Muguruza Suárez Navarro | 1er tour (1/16) Rodionova \|\| style="text-align:left;" \| Bertens Larsson | 1er tour (1/16) Kudryavtseva \|\| style="text-align:left;" \| Halep Niculescu  | 1er tour (1/16) Martínez Sánchez \|\| style="text-align:left;" \| Atawo Spears | 1/8 de finale Martínez Sánchez \|\| style="text-align:left;" \| Mirza Strýcová | 1/2 finale Martínez Sánchez \|\| style="text-align:left;" \| Mattek-Sands Safarova |                                                                              |                                                                          |                                                                              |                                                                               |                               |                               |                               |                               |                               |
| 2017                          | Premier                                                                            | Premier                                                                     | 1/4 de finale Ostapenko \|\| style="text-align:left;" \| Makarova Vesnina             | 1er tour (1/16) Watson \|\| style="text-align:left;" \| Hradecká Siniaková                | Victoire Xu                                                                   | Mirza Strýcová                                                                     | 1/8 de finale Xu \|\| style="text-align:left;" \| Grönefeld Peschke        | 1er tour (1/16) Xu \|\| style="text-align:left;" \| Bondarenko Siniaková       | 1/4 de finale Ostapenko \|\| style="text-align:left;" \| Safarova Strýcová     | 1/8 de finale Ostapenko \|\| style="text-align:left;" \| Tsurenko Kichenok     | 1/4 de finale Xu \|\| style="text-align:left;" \| Barty Dellacqua                  | 1/4 de finale Xu \|\| style="text-align:left;" \| Hingis Chan                |                                                                          |                                                                              |                                                                               |                               |                               |                               |                               |                               |
| 2018                          | Victoire Ostapenko                                                                 | Klepač Martínez Sánchez                                                     | Premier                                                                               | Premier                                                                                   | 1/2 finale Xu \|\| style="text-align:left;" \| Hsieh Strýcová                 | 1er tour (1/16) Xu \|\| style="text-align:left;" \| Mertens Schuurs                | 1/8 de finale Xu \|\| style="text-align:left;" \| Konta Zhang              | 1/4 de finale Xu \|\| style="text-align:left;" \| Grönefeld Atawo              | 1er tour (1/16) Xu \|\| style="text-align:left;" \| Bouchard Stephens          | —                                                                              | —                                                                                  | 1/4 de finale Xu \|\| style="text-align:left;" \| Mertens Schuurs            | Finale Xu                                                                | Strýcová Hlaváčková                                                          |                                                                               |                               |                               |                               |                               |                               |
| 2019                          | Premier                                                                            | Premier                                                                     | 1/4 de finale Xu \|\| style="text-align:left;" \| Hradecká Makarova                   | 1/2 finale Xu \|\| style="text-align:left;" \| Mertens Sabalenka                          | 1/4 de finale Xu \|\| style="text-align:left;" \| Mertens Sabalenka           | Finale Xu                                                                          | Hsieh Strýcová                                                             | 1/8 de finale Xu \|\| style="text-align:left;" \| Aoyama Marozava              | 1/2 finale Xu \|\| style="text-align:left;" \| Grönefeld Schuurs               | 1/8 de finale Xu \|\| style="text-align:left;" \| McNally Riske                | 1/8 de finale Xu \|\| style="text-align:left;" \| Ninomiya Yang                    | 1/4 de finale Xu \|\| style="text-align:left;" \| Plíšková                   |                                                                          |                                                                              |                                                                               |                               |                               |                               |                               |                               |
| 2020                          | Finale Ostapenko                                                                   | Hsieh Strýcová                                                              | Premier                                                                               | Premier                                                                                   | n.o.                                                                          | n.o.                                                                               | n.o.                                                                       | n.o.                                                                           | n.o.                                                                           | n.o.                                                                           | 1/8 de finale Ostapenko \|\| style="text-align:left;" \| Hradecká Klepač           | n.o.                                                                         | n.o.                                                                     | 1er tour (1/16) Riske \|\| style="text-align:left;" \| Alexandrova Zvonareva | n.o.                                                                          | n.o.                          | n.o.                          | n.o.                          |                               |                               |
| WTA 1000                      |                                                                                    |                                                                             |                                                                                       |                                                                                           |                                                                               |                                                                                    |                                                                            |                                                                                |                                                                                |                                                                                |                                                                                    |                                                                              |                                                                          |                                                                              |                                                                               |                               |                               |                               |                               |                               |
|                               | Doha                                                                               | Doha                                                                        | Dubaï                                                                                 | Dubaï                                                                                     | Indian Wells                                                                  | Indian Wells                                                                       | Miami                                                                      | Miami                                                                          | Madrid                                                                         | Madrid                                                                         | Rome                                                                               | Rome                                                                         | Canada                                                                   | Canada                                                                       | Cincinnati                                                                    | Cincinnati                    | Guadalajara                   | Guadalajara                   | Pékin                         | Pékin                         |
| 2021                          | WTA 500                                                                            | WTA 500                                                                     | 1er tour (1/16) Gauff \|\| style="text-align:left;" \| Siegemund Zvonareva            | 1/8 de finale Carter \|\| style="text-align:left;" \| Ostapenko Kichenok                  | 1/2 finale Olmos \|\| style="text-align:left;" \| Carter Stefani              | Finale Schuurs                                                                     | Siniaková Krejčíková                                                       | 1/8 de finale Muhammad \|\| style="text-align:left;" \| Gauff Kudermetova      | Victoire Stefani                                                               | Jurak Klepač                                                                   | Finale Stefani                                                                     | Zhang Stosur                                                                 | n.o.                                                                     | n.o.                                                                         | n.o.                                                                          | n.o.                          |                               |                               |                               |                               |
| 2022                          | 1/8 de finale Olmos \|\| style="text-align:left;" \| Aoyama Krunić                 | WTA 500                                                                     | WTA 500                                                                               | 1/2 finale Olmos \|\| style="text-align:left;" \| Muhammad Shibahara                      | 1/8 de finale Olmos \|\| style="text-align:left;" \| Siegemund Zvonareva      | Victoire Olmos                                                                     | Schuurs Krawczyk                                                           | Finale Olmos                                                                   | Pavlyuchenkova Kudermetova                                                     | 1/2 finale Olmos \|\| style="text-align:left;" \| Melichar Perez               | 1/4 de finale Olmos \|\| style="text-align:left;" \| Mertens Kudermetova           | 1/4 de finale Olmos \|\| style="text-align:left;" \| Xu Yang                 | n.o.                                                                     | n.o.                                                                         |                                                                               |                               |                               |                               |                               |                               |
| 2023                          | WTA 500                                                                            | WTA 500                                                                     | —                                                                                     | —                                                                                         | 1/4 de finale Stefani \|\| style="text-align:left;" \| Kato Sutjiadi          | 1er tour (1/16) Stefani \|\| style="text-align:left;" \| Linette Pera              | 1/4 de finale Stefani \|\| style="text-align:left;" \| Gauff Pegula        | 1er tour (1/16) Stefani \|\| style="text-align:left;" \| Bouzkova Mattek-Sands | 1/8 de finale Routliffe \|\| style="text-align:left;" \| Yang Yung-jan         | 1/8 de finale Routliffe \|\| style="text-align:left;" \| Kato Sutjiadi         | Finale Routliffe                                                                   | Hunter Mertens                                                               | 1/8 de finale Routliffe \|\| style="text-align:left;" \| Linette Stearns |                                                                              |                                                                               |                               |                               |                               |                               |                               |
|                               | Doha                                                                               | Doha                                                                        | Dubaï                                                                                 | Dubaï                                                                                     | Indian Wells                                                                  | Indian Wells                                                                       | Miami                                                                      | Miami                                                                          | Madrid                                                                         | Madrid                                                                         | Rome                                                                               | Rome                                                                         | Canada                                                                   | Canada                                                                       | Cincinnati                                                                    | Cincinnati                    | Pékin                         | Pékin                         | Wuhan                         | Wuhan                         |
| 2024                          | 1/8 de finale Routliffe \|\| style="text-align:left;" \| Alexandrova Khromacheva   | 1/2 finale Routliffe \|\| style="text-align:left;" \| Siniaková Hunter      | 1/8 de finale Routliffe \|\| style="text-align:left;" \| Muhammad Shibahara           | Finale Routliffe                                                                          | Kenin Mattek-Sands                                                            | —                                                                                  | —                                                                          | —                                                                              | —                                                                              | Finale Routliffe                                                               | Dolehide Krawczyk                                                                  | —                                                                            | —                                                                        | 1/8 de finale Routliffe \|\| style="text-align:left;" \| Mihalíková Nicholls | 1/4 de finale Routliffe \|\| style="text-align:left;" \| Khromacheva Danilina |                               |                               |                               |                               |                               |
| 2025                          | 1/8 de finale Routliffe \|\| style="text-align:left;" \| Andreeva Shnaider         | 1/8 de finale Routliffe \|\| style="text-align:left;" \| Putintseva Nosková | 1/8 de finale Routliffe \|\| style="text-align:left;" \| Kalinskaya McNally           | 1er tour (1/16) Routliffe \|\| style="text-align:left;" \| Wang Zheng                     | 1er tour (1/16) Routliffe \|\| style="text-align:left;" \| Cîrstea Kalinskaya | 1/4 de finale Routliffe \|\| style="text-align:left;" \| Shnaider Andreeva         | 1er tour (1/16) Routliffe \|\| style="text-align:left;" \| Kenin Dolehide  | Victoire Routliffe                                                             | Guo Panova                                                                     |                                                                                |                                                                                    |                                                                              |                                                                          |                                                                              |                                                                               |                               |                               |                               |                               |                               |

N.B. : le nom de la partenaire se trouve sous le résultat ; les noms des ultimes adversaires se trouvent à droite.

## Parcours auxMasters

### En double dames
| # | Date       | Nom de l'édition                 | ($)        | Surface    | Résultat               | Partenaire     | Ultimes adversaires                   | Score              |          |
| - | ---------- | -------------------------------- | ---------- | ---------- | ---------------------- | -------------- | ------------------------------------- | ------------------ | -------- |
| 1 | 22/10/2017 | BNP Paribas WTA Finals Singapour | 7 000 000  | Dur (int.) | 1/4 de finale          | Xu Yifan       | Ekaterina Makarova Elena Vesnina      | 6-1, 6-1           | Parcours |
| 2 | 21/10/2018 | BNP Paribas WTA Finals Singapour | 7 000 000  | Dur (int.) | 1/4 de finale          | Xu Yifan       | Tímea Babos Kristina Mladenovic       | 6-0, 6-2           | Parcours |
| 3 | 27/10/2019 | WTA Finals Shenzhen              | 14 000 000 | Dur (int.) | Round Robin (défaite)  | Xu Yifan       | Barbora Krejčíková Kateřina Siniaková | 6-4, 6-2           | Parcours |
| 3 | 27/10/2019 | WTA Finals Shenzhen              | 14 000 000 | Dur (int.) | Round Robin (défaite)  | Xu Yifan       | Samantha Stosur Zhang Shuai           | 4-6, 6-4, [10-5]   | Parcours |
| 3 | 27/10/2019 | WTA Finals Shenzhen              | 14 000 000 | Dur (int.) | Round Robin (victoire) | Xu Yifan       | Hsieh Su-wei Barbora Strýcová         | 2-6, 6-4, [11-9]   | Parcours |
| 4 | 31/10/2022 | WTA Finals Fort Worth            | 5 000 000  | Dur (int.) | Round Robin (défaite)  | Giuliana Olmos | Anna Danilina Beatriz Haddad Maia     | 7-5, 6-0           | Parcours |
| 4 | 31/10/2022 | WTA Finals Fort Worth            | 5 000 000  | Dur (int.) | Round Robin (victoire) | Giuliana Olmos | Lyudmyla Kichenok Jeļena Ostapenko    | 7-65, 2-6, [12-10] | Parcours |
| 4 | 31/10/2022 | WTA Finals Fort Worth            | 5 000 000  | Dur (int.) | Round Robin (défaite)  | Giuliana Olmos | Veronika Kudermetova Elise Mertens    | 7-65, 6-2          | Parcours |
| 5 | 29/10/2023 | GNP Seguros WTA Finals Cancún    | 9 000 000  | Dur (ext.) | 1/2 finale             | Erin Routliffe | Nicole Melichar-Martinez Ellen Perez  | 6-1, 61-7, [10-6]  | Parcours |
| 6 | 02/11/2024 | WTA Finals Riyad                 | 15 250 000 | Dur (ext.) | Victoire               | Erin Routliffe | Kateřina Siniaková Taylor Townsend    | 7-5, 6-3           | Parcours |

## Parcours aux Jeux olympiques

### En double dames
| # | Date       | Nom de l'olympiade                  | Surface             | Résultat        | Partenaire       | Ultimes adversaires             | Score          |          |
| - | ---------- | ----------------------------------- | ------------------- | --------------- | ---------------- | ------------------------------- | -------------- | -------- |
| 1 | 06/08/2016 | Olympic Tennis Event Rio de Janeiro | Dur (ext.)          | 2e tour (1/8)   | Eugenie Bouchard | Lucie Šafářová Barbora Strýcová | 64-7, 6-2, 6-4 | Parcours |
| 2 | 24/07/2021 | Olympic Tennis Event Tokyo          | Dur (ext.)          | 1er tour (1/32) | Sharon Fichman   | Laura Pigossi Luisa Stefani     | 7-63, 6-4      | Parcours |
| 3 | 27/07/2024 | Olympic Tennis Event Paris          | Terre battue (ext.) | 2e tour (1/8)   | Leylah Fernandez | Mirra Andreeva Diana Shnaider   | 6-4, 6-0       | Parcours |

### En double mixte
| # | Date       | Nom de l'olympiade         | Surface             | Résultat       | Partenaire            | Ultimes adversaires              | Score     |          |
| - | ---------- | -------------------------- | ------------------- | -------------- | --------------------- | -------------------------------- | --------- | -------- |
| 1 | 28/07/2021 | Olympic Tennis Event Tokyo | Dur (ext.)          | 1er tour (1/8) | Félix Auger-Aliassime | María Sákkari Stefanos Tsitsipas | 6-3, 6-4  | Parcours |
| 2 | 29/07/2024 | Olympic Tennis Event Paris | Terre battue (ext.) | Bronze         | Félix Auger-Aliassime | Demi Schuurs Wesley Koolhof      | 6-3, 7-62 | Parcours |

## Parcours auxJeux panaméricains
| Année           | 2011 (Guadalajara)     | 2011 (Guadalajara)    | 2015 (Toronto)                     | 2015 (Toronto)                     |
| --------------- | ---------------------- | --------------------- | ---------------------------------- | ---------------------------------- |
| En simple       | 2e tour Irina Falconi  | 2e tour Irina Falconi | 1/4 de finale Mariana Duque Mariño | 1/4 de finale Mariana Duque Mariño |
| En double       | —                      | —                     | Victoire · Carol Zhao              | V. Rodríguez · M. Zacarías         |
| En double mixte | 1er tour C. Klingemann | M. Auroux F. Argüello | Finale · Philip Bester             | G. Andreozzi · M. Irigoyen         |

## Classements WTA en fin de saison
| Année          | 2007 | 2008 | 2009 | 2010 | 2011 | 2012 | 2013 | 2014 | 2015 | 2016 | 2017 | 2018 | 2019 | 2020 | 2021 | 2022 | 2023 | 2024 |
| Rang en simple | 835  | 865  | 805  | 494  | 359  | 395  | 238  | 164  | 318  | 704  | 278  | 461  | 481  | 484  | 714  | 1012 | –    | –    |
| Rang en double | 1010 | 371  | 580  | 321  | 224  | 138  | 65   | 58   | 48   | 39   | 18   | 10   | 8    | 10   | 7    | 7    | 8    | 3    |

Source : (en) Classements de Gabriela Dabrowski sur le site officiel de la Fédération internationale de tennis